# Sematophyllum wageri
Sematophyllum wageri là một loài rêu trong họ Sematophyllaceae. Loài này được C.H. Wright ex Wager mô tả khoa học đầu tiên năm 1914.